# Vis (isla)
Vis (del italiano: Lissa) es una isla situada frente a la costa croata, sobre el mar Adriático, y perteneciente a este país. Dista 47 km de la ciudad de Split, la mayor urbe de la región de Dalmacia y la segunda en tamaño de Croacia, tras Zagreb. La superficie total de Vis es de 90,3 km², con un perímetro de unos 77 kilómetros. Está comunicada durante todo el año con Split mediante transbordadores y, en verano, también con Ancona (Italia). El clima es el típico adriático, sufriendo los vientos más fuertes de toda Dalmacia. Alrededor de Vis existen muchas islas pequeñas, como, por ejemplo, Biševo (en italiano Busi) o Jabuka.

## Población
El censo de población de 2001 indicaba que Vis tenía 3367 habitantes permanentes. La población ha disminuido notablemente desde 1910 (en tiempos del dominio austrohúngaro), cuando tenía, aproximadamente, 10 000 habitantes. Actualmente la población está formada por un 94% de croatas y un 6% de habitantes extranjeros.
Hay dos ciudades en Vis, la epónima Vis (1800) y Komiža (en italiano Comisa), con 1500 habitantes. Otros lugares en Vis se encuentran a lo largo de la carretera vieja que conecta Vis y Komiža.

## Historia

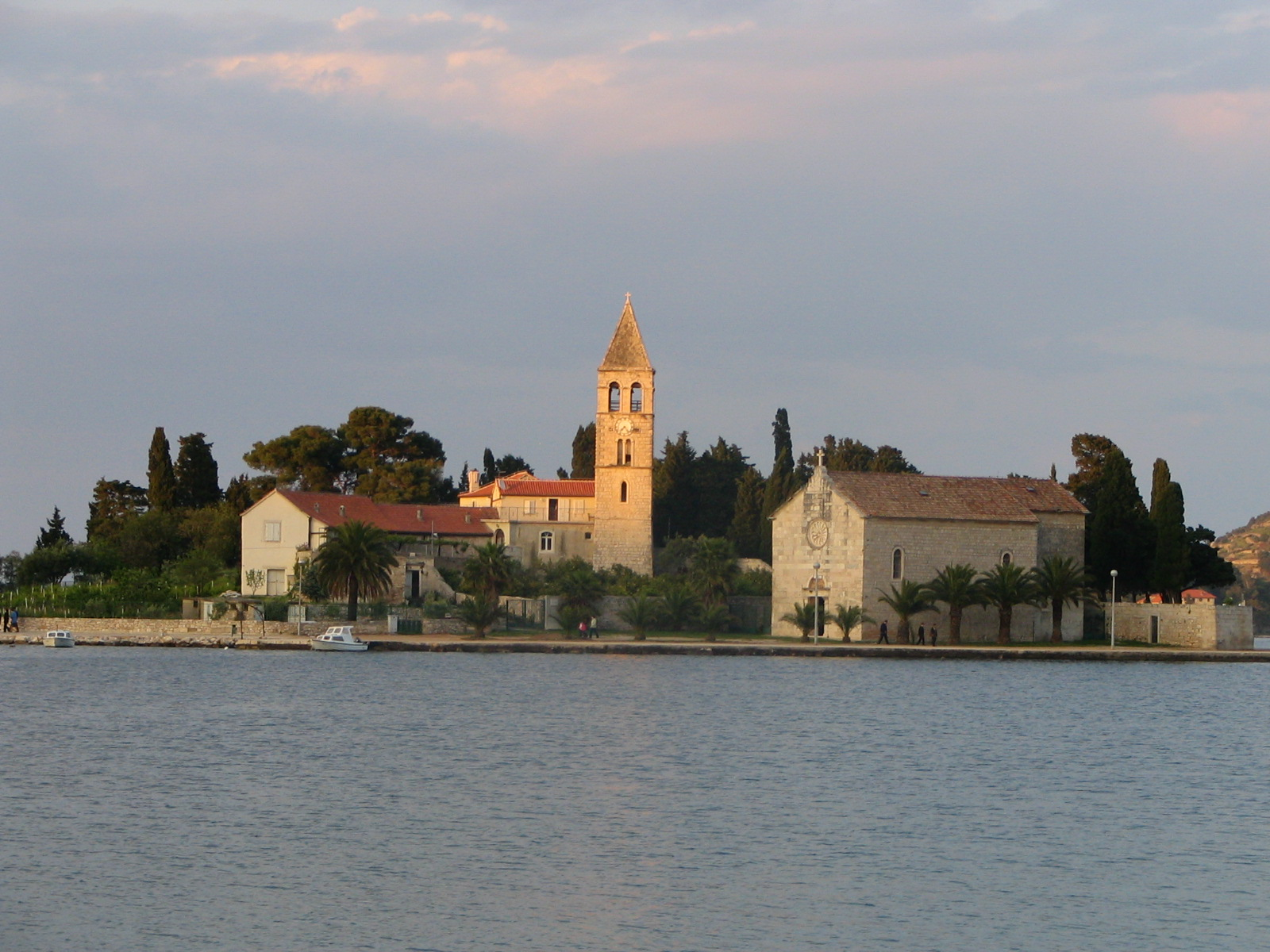
Monasterio en la ciudad de Vis.

Ya desde la prehistoria la isla estuvo poblada por el hombre. En tiempos históricos se construyó la primera ciudad antigua, que se llamó Isa, de donde procede el nombre dado en latín y luego en italiano a esta isla: Lissa. Hacia el siglo III a. C. los romanos conquistaron Isa.
Durante la Edad Media esta isla fue dominada por los bizantinos y disputada luego por los lombardos, el Imperio carolingio, la República de Venecia, la República de Ragusa y el Imperio otomano.
Entre los siglos xviii y xix Vis fue motivo de disputas entre Francia e Inglaterra (cuando Inglaterra conquistó Vis, se jugó cricket por primera vez en territorios croatas). Tras la derrota definitiva de Napoleón I, Vis pasó a dominio del Imperio austríaco. Con las vicisitudes del mencionado estado, la isla en tiempos del Imperio austrohúngaro formó parte de la Cisleithania o sector austríaco de dicho imperio. Tras la unificación italiana en 1861 se libró una importante batalla entre la flota austrohúngara (cuya tripulación era principalmente croata e italiana) e Italia, que fue derrotada.

### Vis en el sigloxx
Cuando al finalizar la Primera Guerra Mundial en 1918, el Imperio Austrohúngaro se disolvió, Vis quedó bajo la ocupación italiana (1918-1921). A partir de 1921 pasó al Reino de Yugoslavia, pese a que las potencias de la Entente Cordiale (Inglaterra y Francia) habían prometido ceder Vis a Italia. La actuación de Ante Trumbić (político croata de Yugoslavia) impidió tal cesión, Yugoslavia solamente renunció a Lagosta, una isla muy pequeña (después de 1945, Lagosta (Lastovo) pasó al poder yugoslavo y tras disolverse Yugoslavia en 1989, Lastovo, junto con Vis, Palagruža/Pelagosa y otras islas del Adriático quedaron en poder de Croacia).
La primera crisis socioeconómica contemporánea en la isla de Vis acaeció en la década de 1930 durante la Gran Depresión. En esa década casi toda la población vendió sus haciendas, ocasión esta que el gobierno yugoslavo utilizó del siguiente modo: reintegró las haciendas a la población local bajo la condición de convertirse a la iglesia ortodoxa y abandonar el catolicismo, es decir, aceptar uno de los principales rasgos culturales que separaron a los croatas (católicos) de los serbios (ortodoxos) para intentar integrar a los habitantes de esta estratégica isla dentro de la población serbia (téngase en cuenta que el Reino de Yugoslavia estaba gobernado desde Serbia y que la religión oficial era la cristiana ortodoxa). De este modo en el año 1933 se construyó la primera iglesia ortodoxa y ese fue el momento de mayor poder de la Iglesia Ortodoxa en Vis. Parte de la población se mantuvo leal al catolicismo, por lo que hubo algún conato de rebelión. Durante la Segunda Guerra Mundial la isla fue ocupada por la Italia fascista y luego por la Alemania nazi, desapareciendo entonces la Iglesia Ortodoxa en Vis.

### Vis durante las guerras del sigloxx

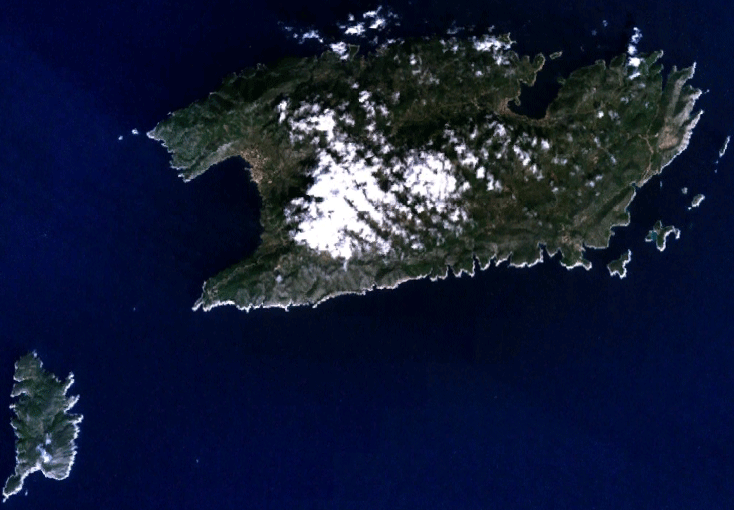
Vis y la isla muy cercana llamada Biševo.

#### Vis en la Segunda Guerra Mundial
Al estallar la Segunda Guerra Mundial,  Italia ocupó Vis (1941) e inmediatamente impuso el uso del idioma italiano en la isla, y paramilitares de Italia asesinaron a mucha gente que no quiso aceptar la "italianización". Por otra parte, Vis fue el único territorio croata que Alemania nunca conquistó durante la guerra. Josip Broz Tito se ocultó en la isla de Vis (en una cueva hoy conocida como Titova špilja o en español La cueva de Tito). La población anciana y los niños fueron trasladados a El Shatt, en Egipto, tales refugiados regresaron a Vis en 1946, al año de concluir la guerra.

#### Vis en la guerra croata de independencia
Durante el periodo en que formó parte de Yugoslavia, ningún extranjero podía entrar a la isla debido a la importancia estratégica de su situación. Esa prohibición duró hasta 1989. Con una superficie de 90 km², contaba con más de 30 edificios militares, incluyendo un hospital subterránea. El ejército yugoslavo abandonó Vis el 30 de mayo de 1992, seis meses después de la independencia de Croacia.

## Economía
- Viñedos
- Industria pesquera
- Turismo